# Jake Dixon
Jake Curtis Dixon (Dover, 15 gennaio 1996) è un pilota motociclistico britannico.
Anche suo padre, Darren Dixon, ha corso come pilota professionista.

## Carriera

### Gli inizi e mondiale Superbike
Comincia a correre in competizioni nazionali di rilievo nel 2008, correndo nel British Superbike Championship nel 2017 e nel 2018. Nel 2017 corre come wild card nel campionato mondiale Superbike a Donington Park su una Kawasaki ZX-10R. Nello stesso anno debutta nella classe Moto2 nel Gran Premio casalingo al posto dell'infortunato Marcel Schrötter sulla Suter MMX2 del team Dynavolt Intact GP.

### Moto2
Nel 2019 corre in Moto2 sulla KTM del Ángel Nieto Team; il compagno di squadra è Xavier Cardelús. In questa stagione è costretto a saltare i Gran Premi di Americhe e Spagna a causa di una commozione cerebrale rimediata nelle prove libere del GP delle Americhe. Ottiene i primi punti nel motomondiale in occasione del Gran Premio di Assen giungendo dodicesimo. Chiude la stagione al 25º posto con 7 punti.
Nel 2020 passa al team Petronas Sprinta Racing alla guida di una Kalex Moto2. Il compagno di squadra è Xavi Vierge. Ottiene come miglior risultato un quarto posto in Aragona e termina la stagione al 18º posto con 44 punti. In questa stagione è costretto a saltare i Gran Premi d'Europa, Comunità Valenciana e Portogallo a causa della frattura del polso destro rimediata nelle prove libere del GP d'Europa.

### L'esordio in MotoGP
Nel 2021 rimane nello stesso team. Ottiene come miglior risultato un settimo posto in Qatar e termina la stagione al ventesimo posto con 30 punti. In questa stagione è costretto a saltare il Gran Premio di Spagna a causa di una commozione cerebrale rimediata nel warm up del GP. Corre, nello stesso anno, in MotoGP in Gran Bretagna e Aragona in sostituzione dell'infortunato Franco Morbidelli sulla Yamaha YZR-M1 dello stesso team, senza ottenere punti.

### Il passaggio in Aspar e i primi successi
Nel 2022 passa all'Aspar Team, il compagno di squadra è Albert Arenas. In occasione del Gran Premio dell'Indonesia ottiene la sua prima pole position mentre al Gran Premio di Austin sale per la prima volta sul podio in Moto2. Conquista altri cinque piazzamenti a podio chiudendo la stagione al sesto posto. Nel 2023 gareggia nuovamente per Aspar, il compagno di squadra è l'esordiente Izan Guevara. In occasione del Gran Premio d'Olanda conquista la sua prima vittoria nel motomondiale ed entra nella corsa per il titolo. Si ripete vincendo in Catalogna dopo essere partito dalla pole position e conclude il campionato al quarto posto. Nel 2024, con Guevara, prosegue con Aspar. Dopo un inizio di stagione stentato, complice un infortunio, infila cinque piazzamenti a podio in otto gare, tra cui la vittoria in casa a Silverstone. Con più di centocinquanta punti si classifica ottavo in campionato.

## Risultati in gara

### Campionato mondiale Superbike
| 2017 | Moto     |  |  |  |  |  |  |  |  |  |  |     |   |  |  |  |  |  |  |  |  |  |  |  |  |  |  |  |  | Punti | Pos. |
| ---- | -------- |  |  |  |  |  |  |  |  |  |  | --- | - |  |  |  |  |  |  |  |  |  |  |  |  |  |  |  |  | ----- | ---- |
| 2017 | Kawasaki |  |  |  |  |  |  |  |  |  |  | Rit | 9 |  |  |  |  |  |  |  |  |  |  |  |  |  |  |  |  | 7     | 30º  |

| Legenda | 1º posto        | 2º posto            | 3º posto           | A punti      | Senza punti        | Grassetto – Pole position Corsivo – Giro più veloce |
| Legenda | Gara non valida | Non qual./Non part. | Ritirato/Non class | Squalificato | '-' Dato non disp. | Grassetto – Pole position Corsivo – Giro più veloce |

### Motomondiale
| 2017 | Classe | Moto  |  |  |  |  |  |  |  |  |  |  |  |    |  |  |  |  |  |    |  |  |  |  | Punti | Pos. |
| ---- | ------ | ----- |  |  |  |  |  |  |  |  |  |  |  | -- |  |  |  |  |  | -- |  |  |  |  | ----- | ---- |
| 2017 | Moto2  | Suter |  |  |  |  |  |  |  |  |  |  |  | 25 |  |  |  |  |  | NP |  |  |  |  | 0     |      |

| 2019 | Classe | Moto |     |    |    |     |    |     |     |    |     |    |    |    |    |    |    |    |    |    |    |  |  |  | Punti | Pos. |
| ---- | ------ | ---- | --- | -- | -- | --- | -- | --- | --- | -- | --- | -- | -- | -- | -- | -- | -- | -- | -- | -- | -- |  |  |  | ----- | ---- |
| 2019 | Moto2  | KTM  | Rit | 17 | NP | Inf | 17 | Rit | Rit | 12 | Rit | 18 | 19 | 23 | 20 | 23 | 19 | 17 | 21 | 17 | 13 |  |  |  | 7     | 25º  |

| 2020 | Classe | Moto  |    |    |     |     |    |   |    |   |     |     |   |   |    |     |     |  |  |  |  |  |  |  | Punti | Pos. |
| ---- | ------ | ----- | -- | -- | --- | --- | -- | - | -- | - | --- | --- | - | - | -- | --- | --- |  |  |  |  |  |  |  | ----- | ---- |
| 2020 | Moto2  | Kalex | 14 | 18 | Rit | Rit | 14 | 8 | 16 | 6 | Rit | Rit | 4 | 7 | NP | Inf | Inf |  |  |  |  |  |  |  | 44    | 18º  |

| 2021 | Classe | Moto  |   |     |     |    |    |    |    |    |    |    |    |  |  |    |    |    |     |    |  |  |  |  | Punti | Pos. |
| ---- | ------ | ----- | - | --- | --- | -- | -- | -- | -- | -- | -- | -- | -- |  |  | -- | -- | -- | --- | -- |  |  |  |  | ----- | ---- |
| 2021 | Moto2  | Kalex | 7 | Rit | Rit | NP | 18 | 14 | 18 | 21 | 18 | 11 | 11 |  |  | 19 | 10 | 13 | Rit | 16 |  |  |  |  | 30    | 20º  |

| 2021 | Classe | Moto   |  |  |  |  |  |  |  |  |  |  |  |    |     |  |  |  |  |  |  |  |  |  | Punti | Pos. |
| ---- | ------ | ------ |  |  |  |  |  |  |  |  |  |  |  | -- | --- |  |  |  |  |  |  |  |  |  | ----- | ---- |
| 2021 | MotoGP | Yamaha |  |  |  |  |  |  |  |  |  |  |  | 19 | Rit |  |  |  |  |  |  |  |  |  | 0     |      |

| 2022 | Classe | Moto  |    |     |   |   |     |     |    |   |   |    |   |   |   |     |     |   |   |   |   |   |  |  | Punti | Pos. |
| ---- | ------ | ----- | -- | --- | - | - | --- | --- | -- | - | - | -- | - | - | - | --- | --- | - | - | - | - | - |  |  | ----- | ---- |
| 2022 | Moto2  | Kalex | 11 | Rit | 5 | 3 | Rit | Rit | 21 | 6 | 4 | 11 | 3 | 3 | 3 | Rit | Rit | 4 | 4 | 3 | 3 | 7 |  |  | 168,5 | 6º   |

| 2023 | Classe | Moto  |   |   |    |   |   |   |   |   |     |   |   |    |     |   |   |     |     |   |   |   |  |  | Punti | Pos. |
| ---- | ------ | ----- | - | - | -- | - | - | - | - | - | --- | - | - | -- | --- | - | - | --- | --- | - | - | - |  |  | ----- | ---- |
| 2023 | Moto2  | Kalex | 6 | 3 | NP | 6 | 5 | 3 | 3 | 1 | Rit | 4 | 1 | 12 | Rit | 4 | 4 | Rit | Rit | 5 | 5 | 6 |  |  | 204   | 4º   |

| 2024 | Classe | Moto  |     |    |    |     |    |   |    |   |   |   |   |   |   |     |    |    |     |   |   |     |  |  | Punti | Pos. |
| ---- | ------ | ----- | --- | -- | -- | --- | -- | - | -- | - | - | - | - | - | - | --- | -- | -- | --- | - | - | --- |  |  | ----- | ---- |
| 2024 | Moto2  | Kalex | Inf | NP | 23 | Rit | 17 | 3 | 12 | 4 | 2 | 1 | 3 | 1 | 5 | Rit | 22 | 13 | Rit | 7 | 4 | Rit |  |  | 155   | 8º   |

| 2025 | Classe | Moto       |   |   |   |     |   |   |    |    |    |   |   |    |    |  |  |  |  |  |  |  |  |  | Punti | Pos. |
| ---- | ------ | ---------- | - | - | - | --- | - | - | -- | -- | -- | - | - | -- | -- |  |  |  |  |  |  |  |  |  | ----- | ---- |
| 2025 | Moto2  | Boscoscuro | 7 | 1 | 1 | Rit | 9 | 5 | 11 | 13 | 17 | 4 | 3 | 11 | 20 |  |  |  |  |  |  |  |  |  | 119   |      |

| Legenda | 1º posto        | 2º posto            | 3º posto            | A punti      | Senza punti        | Grassetto – Pole position Corsivo – Giro più veloce |
| Legenda | Gara non valida | Non qual./Non part. | Ritirato/Non class. | Squalificato | '-' Dato non disp. | Grassetto – Pole position Corsivo – Giro più veloce |